# Katana Gégé Bukuru

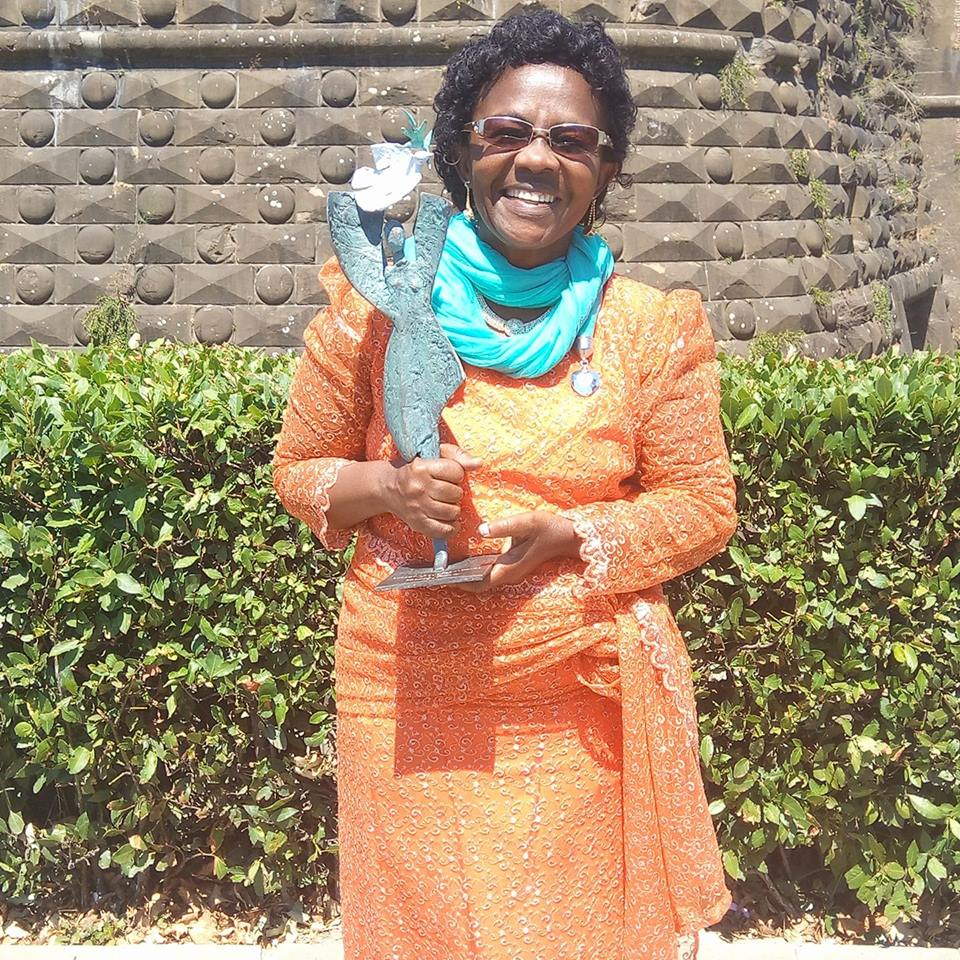
Katana Gégé Bukuru in 2018

Katana Gégé Bukuru (Democratische Republiek Congo, 31 december 1963) is een Congolese activist die vecht voor vrouwenrechten. Ze is oprichter van de SOFAD (Solidariteit van vrouwenactivisten voor de verdediging van mensenrechten).
Bukuru staat bekend als de "Iron Lady" van de Democratische Republiek Congo (DRC), vanwege haar inzet voor de strijd voor de rechten van vrouwen.

## Biografie
Als oudste dochter van een traditionele chief studeerde ze sociale wetenschappen aan de Université Lumière Lyon 2 en deed onderzoek bij het Centrum voor de Coöperatieve Opleiding en Onderzoek, de Rwanda-Vereniging voor de Bevordering van de Integrale Ontwikkeling en het Pan-Afrikaanse Instituut voor Ontwikkeling. Ze heeft samengewerkt met vele bewegingen op het gebied van vrouwenrechten, zoals de "Rien sans les femmes" ("Niets Zonder Vrouwen") groep, het 'Platform van Vrouwen voor de Kaderovereenkomst voor Vrede' en het 'Instituut voor Volwassen Ontwikkeling en Onderwijs in Afrika' en 'Synergie van de vrouwenorganisaties tegen geweld tegen vrouwen in Zuid-Kivu.'
Katana Gégé Bukuru woont in Uvira, Zuid-Kivu, waar ze in 2001 'Solidarité des femmes activistes pour la défense des droits humains' (SOFAD) heeft opgericht. De organisatie brengt meer dan 600 vrouwen samen die vechten voor sociale, economische, en politieke rechten. SOFAD heeft als doelstelling om mensenrechtenactivisten te beschermen en richt zich op het waarborgen van de naleving van de rechten die zijn vastgelegd in de Universele Verklaring van de Rechten van de Mens. De vereniging is gericht op het bieden van hulp en steun aan de slachtoffers van seksueel misbruik en geweld, met name door het organiseren van workshops en trainingen voor vrouwen die zich ontwikkelen tot leider in hun vakgebied.
SOFAD's missie is het trainen en mobiliseren van vrouwenactivisten, het vergroten van hun deelname aan de bescherming en bevordering van de Rechten van de Mens, en het faciliteren van de rehabilitatie van de slachtoffers van alle vormen van geweld. De organisatie strijdt ook tegen de proliferatie van wapens in het Grote Merengebied en in Oost-Afrika op grote schaal.
Ze wordt bij haar strijd gesteund door Amnesty International. Zij verzorgen trainingen voor vrouwen en stimuleren hen tot het vormen van "vredescellen" binnen hun eigen buurt, het overbrengen van rechten en het opvangen van vrouwen op lokaal niveau.
Ter gelegenheid van de Internationale Vrouwendag in 2018 is Bukuru deel van de UNESCO- Frankrijk-campagne: "Moet je een man zijn om een Wikipedia-pagina te hebben?", waarmee het bewustzijn wordt verhoogd voor meer evenwicht tussen mannen en vrouwen in de digitale ruimte.

## Prijzen
Voor haar talrijke gevechten en betrokkenheid heeft ze verschillende prijzen gewonnen. Ze was de eerste vrouw die de Front Line Defenders Award ontving. Deze prijs werd in het leven geroepen voor verdedigers van mensenrechten in risicovolle situaties.
- Front Line Defenders Prize, 2007
- Per Anger Prize, 2017
- Soroptimist Peace Prize, 2017